# Lene Lund Nielsen
Lene Lund Høy Karlsen, ogift Lund Nielsen, född 8 juni 1979 i Ørbæk kommun på Fyn, är en dansk tidigare handbollsspelare (mittsexa).

## Karriär
Lene Lund startade sin handbollskarriär i Fyns ledande handbollsklubb GOG. Hon spelade där till år 2000 då hon spelade för Fredricia HK under en säsong och bytte sedan klubb till Odense HF där hon också spelade en säsong. År 2002 var hon åter i GOG och nu gick karriären uppåt. År 2003 fick hon debutera i landslaget. Under de år hon spelade i GOG lyckades klubben som bäst bli trea i damehåndboldligaen 2003. Hon bytte klubb till Viborgs HK som var Danmarks och Europas ledande klubb 2006–2010. Då Olga Assink slutade blev hon Viborgs förstaval på mittsex. Med Viborg vann hon 3 DM-guld 2006–2009 och två titlar i Champions League 2006 och 2009. År 2009 slutade hon karriären i Viborg som skrivit kontrakt med Anja Althaus och Marit Malm Frafjord och klubben önskade ett generationsskifte. Hennes kontrakt gick ut 2010 men hon slutade i förtid på grund av en graviditet. Hon var också styrelsemedlem i den danska spelarföreningen.

### Landslagskarriär
Lene Lund gjorde landslagsdebut mot Island den 14 juni 2003 i Herning inför 150 åskådare då Danmark vann med 28-20. Hon spelade sedan 115 landskamper och gjorde sammanlagt 181 mål för Danmark. Hennes genombrott i landslaget kom efter att Tonje Kjærgaard hade slutat. Sista landskampen gjorde hon 17 december 2009 mot Sydkorea i VM 2009 i Kina. Hon deltog i VM 2005, EM 2006, EM 2008 och VM 2009 för Danmark. Inte i något av dessa mästerskap blev det några större meriter med landslaget.

## Privatliv
Lene Lund är född i Gudbjerg på Fyn. Hon gifte sig den 20 juni 2009 med Henrik Høy Karlsen i Gudbjerg kyrka. Lene Lund Nielsen är utbildad sjuksköterska.